# Annemarie Griesinger
Pour les articles homonymes, voir Griesinger.

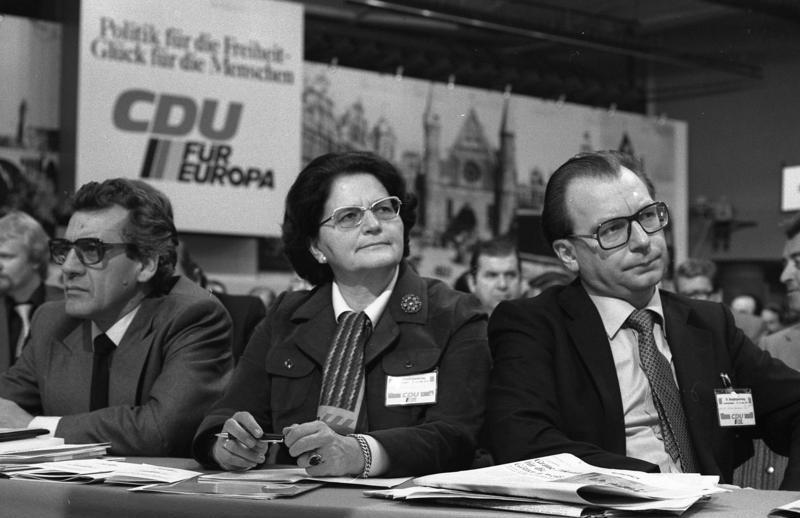
Annemarie Griesinger avec Lothar Späth à la conférence du parti fédéral CDU en 1978 à Ludwigshafen

Annemarie Griesinger, née Roemer, (née le 21 avril 1924 à Markgröningen, Wurtemberg  et morte le 20 février 2012 à Bad Urach, Bade-Wurtemberg) est une femme politique allemande (CDU). De 1964 à 1972, elle est député du Bundestag et de 1972 à 1980 ministre du travail, de la santé et de la politique sociale. 

## Biographie
Annemarie Griesinger grandit avec ses cinq frères aînés dans une famille paroissiale protestante. Son père, le théologien et historien Hermann Roemer, fondé la section locale de la CDU à Markgröningen après la Seconde Guerre mondiale. Après avoir obtenu son diplôme d'études secondaires en 1942, elle devient aidante dans une école d'économie domestique et sociale pour femmes et travaille comme conseillère d'orientation professionnelle. En 1956, elle devient membre du service social de l'arrondissement de Louisbourg, membre de la Junge Union et deux ans plus tard à la CDU. De 1956 à 1959, elle occupe des postes de direction au sein de la Junge Union du Nord Wurtemberg, de la CDU et de l'Union des femmes de la CDU. 
En 1961, elle se présente pour le Bundestag sur la liste d'État, d'abord sans succès, puis elle remplace Wilhelm Hahn en 1964 lorsqu'il est nommé ministre de la Culture du Bade-Wurtemberg. Son mandat est confirmé en 1965 et 1969. Lors des élections de 1969, elle remporte la circonscription de Ludwigsbourg. En 1969, elle est élue vice-présidente du groupe parlementaire CDU / CSU . 
À partir de 1972, Annemarie Griesinger est la première femme à être au cabinet de l'État de Bade-Wurtemberg. Après les élections régionales, le ministre-président Hans Filbinger la nomme à son cabinet en tant que ministre du Travail, de la Santé et de la Politique sociale. Elle occupe ce poste jusqu'en 1980. Pendant ce temps, elle fait campagne pour un système complet de stations sociales et d'ateliers pour les handicapés. De 1980 à 1984, elle estministre des Affaires fédérales au ministère d'État du Bade-Wurtemberg et plénipotentiaire de l'État à Bonn et commissaire européenne auprès du gouvernement de l'État. De 1981 à 1990, elle est présidente régionale de l'Europa-Union du Bade-Wurtemberg et est nommée présidente d'honneur en raison de son engagement envers l'Europe et l'Union européenne. En raison de sa convivialité, elle reçoit le surnom de "Feschtles-Marie" (accent souabe sur la première syllabe de Marie). 
De 1976 à 1984, Annemarie Griesinger est membre du Landtag de Bade-Wurtemberg pour la circonscription de Vaihingen. Elle prend sa retraite en 1984 mais est restée politiquement active. De 1984 à 1996, elle est présidente de la Bundesvereinigung Lebenshilfe. 
À partir de 1953, Griesinger est marié à l'économiste et professeur d'université Heinrich Griesinger. Le mariage est resté sans enfant. En 1965, elle est devenue la première députée à recevoir pour la première fois l'Insigne sportif d'or. 